# Kyffhäuserbund

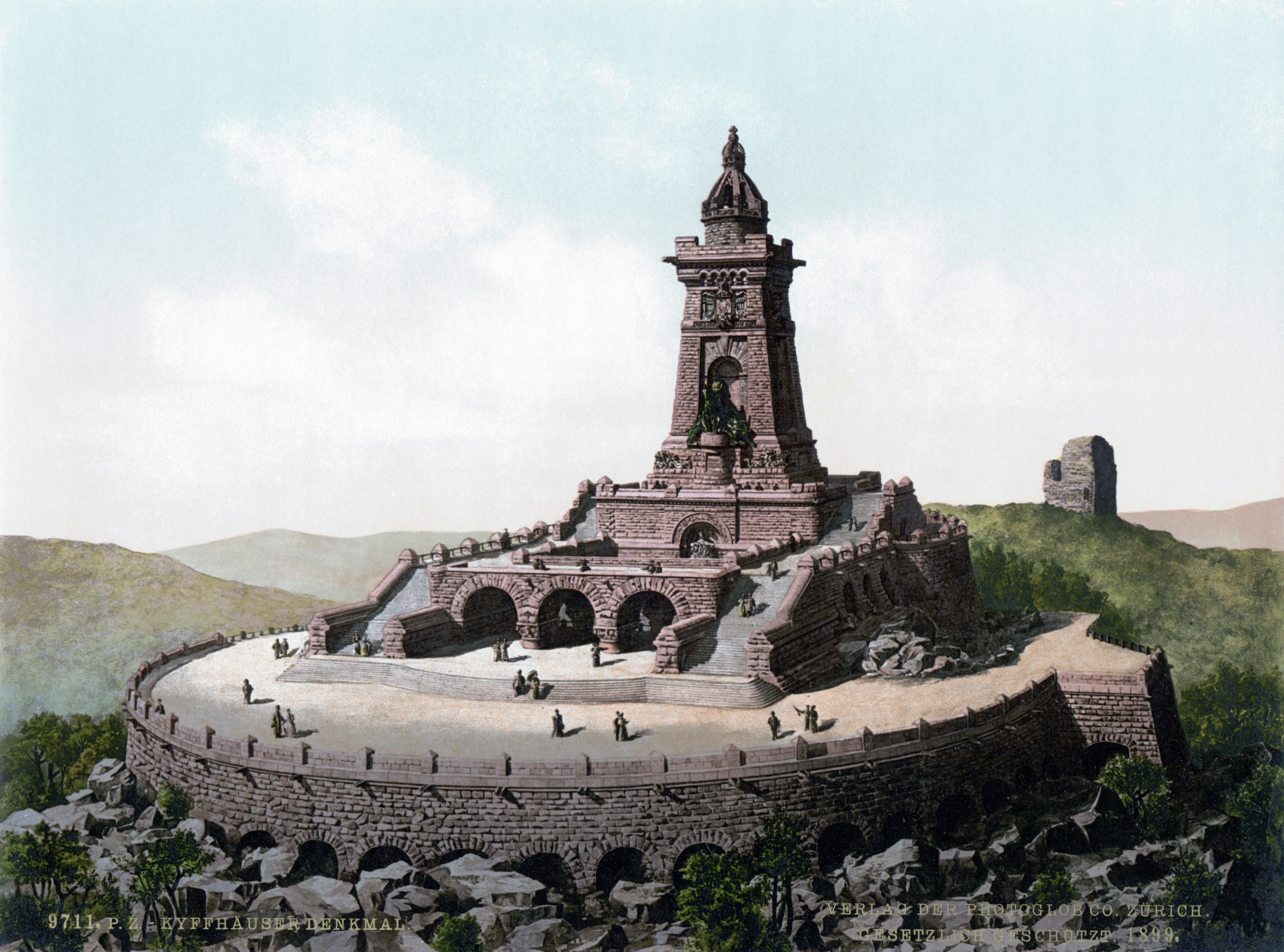
Меморіал Киффхойзера близько 1900 року

Прапор Kyffhäuserbund приблизно до 1934 року

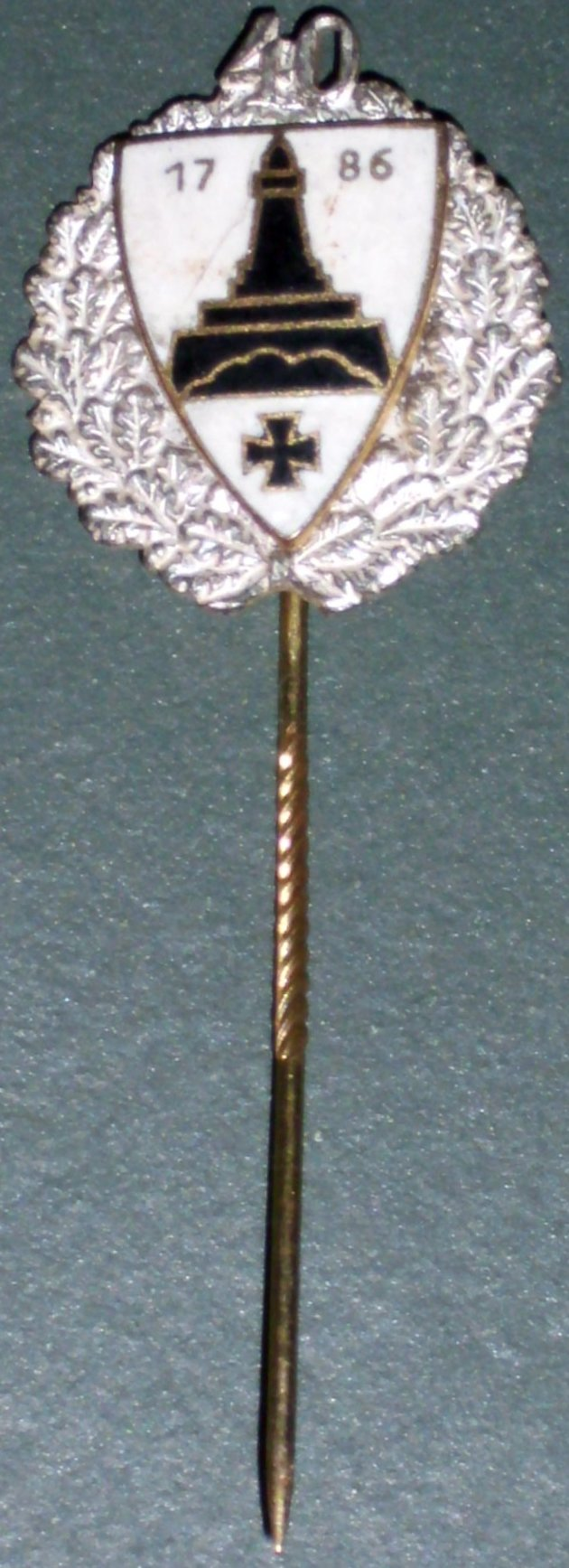
Значок лояльності Kyffhäuserbund після 1945 року за сорок років членства

Kyffhäuserbund (укр. Ліга Киффхойзер) є головною організацією асоціацій ветеранів війни та резервістів Німеччини, що базується в Рюдесгаймі на Рейні. Своєю назвою він зобов'язаний пам'ятнику Киффхойзер (нім. Kyffhäuserdenkmal), меморіал, побудований на вершині 473-метрової гори Киффхойзер поблизу Бад-Франкенхаузена в землі Тюрінгія в центральній Німеччині.

## Історія
Витоки Kyffhäuserbund лежать у секції Deutscher Kriegerbund (укр. Німецька воєнна ліга), яка заснувала лігу в 1900 році, вона мала об'єднати раніше розрізнені німецькі асоціації ветеранів війни. Деякі з цих організацій уже спільно обслуговували меморіал. Ліга спочатку називалася Kyffhäuser Ліга асоціацій воїнів німецьких країн (нім. Kyffhäuserbund der deutschen Landeskriegerverbände), назва, яку пізніше скоротили до Kyffhäuserbund. До 1913 року ця головна організація налічувала вже 2,8 мільйона ветеранів війни, і стала одним із найбільших товариств у Німеччині. За часів Німецької імперії Kyffhäuserbund виступав проти зростаючого соціал-демократичного руху в Німеччині.
Складні обставини післявоєнних років Першої світової війни призвели до значного звуження ветеранських об'єднань та їх ролі. Під час Веймарської республіки в 1921 році ця організація позбулася своєї федеральної структури та централізувалася під спільним керівництвом. Після цього кроку вона змінила свою назву на Німецьке товариство воїнів Киффхойзер (нім. Deutscher Reichskriegerbund Kyffhäuser e.V.). Під назвою Гляйхшальтунг Kyffhäuserbund було нацифіковано після захоплення влади нацистами в 1933 році. Через п'ять років її назву змінено на Асоціація воїнів націонал-соціалістичного рейху Киффхойзер (нім. NS-Reichskriegerbund Kyffhäuser e.V.), ставши єдиною та ексклюзивною організацією, що представляє інтереси ветеранів у Третьому Рейху.
Kyffhäuserbund був швидко і безцеремонно розпущений під час Другої світової війни в березні 1943 року самим Адольфом Гітлером. Очевидно, причиною стала поразка німців у Сталінградській битві. Її активи в усьому Рейху були передані нацистській партії. Усі вцілілі місцеві асоціації, які на останньому етапі війни стали живильним середовищем для загонів фольксштурму, також були підпорядковані прямим наказам нацистської партії. Після поразки нацистської Німеччини у Другій світовій війні військові уряди союзників видали спеціальний закон Kontrollratsgesetz Nr. 2, про ліквідацію і розпуск нацистських організацій (Auflösung und Liquidierung der Naziorganisationen) 10 жовтня 1945 року. Цей указ про денацифікацію оголошував нацистську партію та всі її відділення поза законом, фактично розпустивши аватар Kyffhäuserbund, який був створений за часів Третього Рейху.
Розпуск Kyffhäuserbund означав, що він мав бути створений заново під час післявоєнної реконструкції як ФРН, так і НДР.
Відновлення організації Kyffhäuser із федеральними державними відділеннями почалося в 1952 році в ФРН. Сучасний Kyffhäuserbund підкреслює свою роль як спортивної асоціації стрільби.

## Уніформа і знаки розрізнення

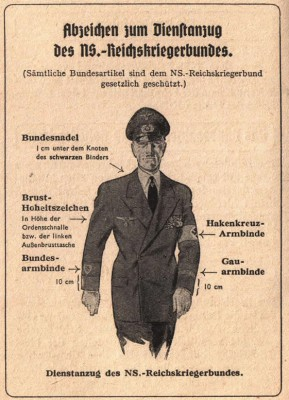
Уніформа Kyffhäuserbund

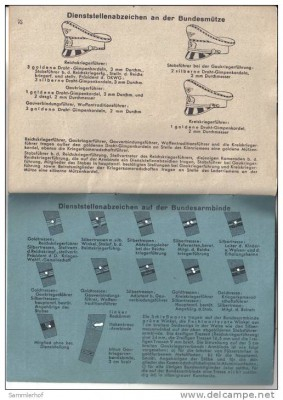
Ранги та гостроверхі шапки Kyffhäuserbund

Як і багато інших нацистських воєнізованих організацій, вони також мали звання та форму.

## Відомі члени Kyffhäuserverband
- Людвіг Бергштрассер
- ФК Отто Дібеліус
- Мартін Дібеліус
- Йоганнес Дікман
- Герман Елерс
- Фердинанд Фріденсбург
- Ганс Фріцше
- Генріх Георг
- Гельмут фон Герлах
- Лео Гейр фон Швеппенбург
- Гельмут Хассе
- Ріхард Хайнце
- Рудольф Хайнце
- Отто Гетч
- Губертус, князь Левенштейн-Вертхайм-Фройденберг
- Герхард Кіттель
- Вернер Коллат
- Вільгельм Кубе
- Ганфрід Ленц
- Макс Мауренбрехер
- Йоахим Мруговський
- Людвіг Мюллер
- Фрідріх Науман
- Карл Ернст Остхаус
- Отто Пельцер
- Курт Шарф
- Густав Адольф Шеель
- Персі Ернст Шрамм
- Руді Стефан
- Отмар Фрайхер фон Фершуер
- Ернст Вале
- Куно фон Вестарп